# Ліваро
Ліваро́ (фр. Livarot) — колишній муніципалітет у Франції, у регіоні Нормандія, департамент Кальвадос. Населення — 2226 осіб (2011).
Муніципалітет був розташований на відстані близько 165 км на захід від Парижа, 45 км на південний схід від Кана.

## Історія
До 2015 року муніципалітет перебував у складі регіону Нижня Нормандія. Від 1 січня 2016 року належав до нового об'єднаного регіону Нормандія.
1 січня 2016 року Ліваро, Окенвіль, Лез-Отель-Сен-Базіль, Беллу, Серке, Шеффревіль-Тоннанкур, Ла-Крупт, Фамії, Фервак, Ертеван, Ле-Меній-Бакле, Ле-Меній-Дюран, Ле-Меній-Жермен, Мель, Ле-Мутьє-Юбер, Нотр-Дам-де-Курсон, Прео-Сен-Себастьян, Сент-Маргерит-де-Лож, Сен-Мартен-дю-Меній-Урі, Сен-Мішель-де-Ліве, Сент-Уан-ле-У i Тортізамбер було об'єднано в новий муніципалітет Ліваро-Пеї-д'Ож.

## Демографія
Динаміка населення (INSEE ):
Розподіл населення за віком та статтю (2006):
| Стать | Всього | До 15 років | 15-24 | 25-44 | 45-64 | 65-85 | Понад 85 |
| --- | ------ | ----------- | ----- | ----- | ----- | ----- | -------- |
| Чоловіки | 1106   | 204         | 127   | 269   | 339   | 159   | 8        |
| Жінки | 1244   | 196         | 139   | 244   | 323   | 257   | 85       |
| \| Статево-вікова піраміда \| Статево-вікова піраміда \| Статево-вікова піраміда \| \| ----------------------- \| ----------------------- \| ----------------------- \| \| Чоловіки \| Вік \| Жінки \| \| 8 \| 85 + \| 85 \| \| 24 \| 80-84 \| 69 \| \| 37 \| 75-79 \| 61 \| \| 69 \| 70-74 \| 82 \| \| 29 \| 65-69 \| 45 \| \| 57 \| 60-64 \| 94 \| \| 118 \| 55-59 \| 61 \| \| 82 \| 50-54 \| 86 \| \| 82 \| 45-49 \| 82 \| \| 86 \| 40-44 \| 65 \| \| 57 \| 35-39 \| 73 \| \| 61 \| 30-34 \| 37 \| \| 65 \| 25-29 \| 69 \| \| 45 \| 20-24 \| 41 \| \| 82 \| 15-20 \| 98 \| \| 82 \| 10-14 \| 69 \| \| 57 \| 5-9 \| 45 \| \| 65 \| 0-4 \| 82 \| |        |             |       |       |       |       |          |
| Статево-вікова піраміда |        |             |       |       |       |       |          |
| Чоловіки | Вік    | Жінки       |       |       |       |       |          |
| 8 | 85 +   | 85          |       |       |       |       |          |
| 24 | 80-84  | 69          |       |       |       |       |          |
| 37 | 75-79  | 61          |       |       |       |       |          |
| 69 | 70-74  | 82          |       |       |       |       |          |
| 29 | 65-69  | 45          |       |       |       |       |          |
| 57 | 60-64  | 94          |       |       |       |       |          |
| 118 | 55-59  | 61          |       |       |       |       |          |
| 82 | 50-54  | 86          |       |       |       |       |          |
| 82 | 45-49  | 82          |       |       |       |       |          |
| 86 | 40-44  | 65          |       |       |       |       |          |
| 57 | 35-39  | 73          |       |       |       |       |          |
| 61 | 30-34  | 37          |       |       |       |       |          |
| 65 | 25-29  | 69          |       |       |       |       |          |
| 45 | 20-24  | 41          |       |       |       |       |          |
| 82 | 15-20  | 98          |       |       |       |       |          |
| 82 | 10-14  | 69          |       |       |       |       |          |
| 57 | 5-9    | 45          |       |       |       |       |          |
| 65 | 0-4    | 82          |       |       |       |       |          |

## Економіка
2010 року серед 1338 осіб працездатного віку (15—64 років) 981 була активною, 357 — неактивними (показник активності 73,3%, у 1999 році було 72,5%). З 981 активної мешканців працювало 847 осіб (477 чоловіків та 370 жінок), безробітними було 134 (62 чоловіки та 72 жінки). Серед 357 неактивних 97 осіб було учнями чи студентами, 136 — пенсіонерами, 124 були неактивними з інших причин.

У 2010 році в муніципалітеті числилось 1000 оподаткованих домогосподарств, у яких проживали 2169,0 особи, медіана доходів виносила 14 337 євро на одного особоспоживача